# مقيد بأشرطة ملونة
مقيد بأشرطة ملونة هي رواية بوليسية كتبتها نايو مارش. إنها الرواية السابعة والعشرون التي تصور رودريك ألين، وقد نُشرت لأول مرة في عام 1972. تدور أحداث الرواية في منزل ريفي في إنجلترا على مدار أيام قليلة خلال موسم عيد الميلاد. 

== المراجع ==
1. ↑  "Tied Up In Tinsel (Roderick Alleyn, #27)". www.goodreads.com. مؤرشف من الأصل في 2023-10-02. اطلع عليه بتاريخ 2020-10-26.